# Another Day (canción de Bryan Adams)
«Another Day» es una canción del cantautor canadiense Bryan Adams, publicada en el quinto álbum de estudio Into the Fire del año de 1987.
Esta canción fue lanzada como cuarto track del álbum y casi a principios de 1988, publicada como sexto y último sencillo de Into The Fire, aunque para la mayoría de los fanes, este ha sido una de las canciones con menos éxito de la década de los 80´s para Adams.
- Datos: Q5696588